# ماسا مكان دياباتي
ماسا مكان دياباتي (بالفرنسية: Massa Makan Diabaté)‏ (1938، كيتا في مالي - 27 يناير 1988، باماكو في مالي)؛ مؤرخ وروائي مالي.

## الجوائز
- الجائزة الأدبية الكبرى لأفريقيا السوداء